# 시노팜 BBIBP-CorV 코로나19 백신
시노팜 BBIBP-CorV 코로나19 백신 또는 BBIBP-CorV는 중화인민공화국 시노팜이 개발한 코로나19 백신이다. 이 백신의 뚜껑은 주황색이다.

## 역사
중국의약그룹(시노팜·Sinopharm)의 자회사인 차이나내셔널바이오텍그룹(CNBG) 산하 우한생물제품연구소가 개발한 코로나19 불활성화 백신이 세계 최초로 1상 임상시험 승인을 받았다.
시노팜은 자체 개발한 코로나19 백신 2종을 2021년 초 상용화 한다는 목표를 내걸었다. 앞서 중화인민공화국 NMPA로부터 임상시험 승인을 받고 인체 임상에 돌입한 상태다. 이 중 BBIBP-CorV는 원숭이와 기니피그 등을 대상으로 한 동물 임상에서 항체 생성을 유도한 것으로 알려지면서 주목받았다.
시노팜은 중화인민공화국의 거대 제약회사로서, 최대 국영 제약 그룹이다.
시노팜은 총 20억위안을 투입해 베이징과 우한에 생산시설을 건립했다. 이들은 추가로 생산시설을 건립, 연간 백신 생산량을 10억개 이상으로 늘린다는 계획이다.
2020년 7월, 아랍에미리트에서 48,000명을 대상으로 3상 임상시험을 실시했다. 86%의 효능을 보였다. 시노팜의 백신 임상을 모두 UAE에서 시행한 데 더해 9월 초에는 러시아의 코로나19 백신인 스푸트니크V의 시험 및 승인 파트너가 됐다. 셰이크 압둘라 빈 무함마드 알하미드 보건청장은 시노팜 백신 임상 3상의 첫 접종자로 자원하기도 했다.
2020년 7월 16일, AP통신은 중화인민공화국 국영 제약기업인 시노팜이 코로나19 백신 개발 과정에서 당국의 허가 없이 직원 수십 명에게 임상시험을 했다고 보도했다. 시노팜은 직원들이 자발적으로 사전시험에 참여한 것이라고 밝혔다.
2020년 9월 15일, UAE 보건예방부는 시노팜 백신의 긴급사용승인을 허가했다.
아랍에미리트 보다 먼저 2상 임상시험에 참가했던 바레인은 2020년 12월 13일 시노팜 백신 사용을 긴급사용승인했다.
2020년 12월 30일, 중화인민공화국 보건부는 시노팜 백신의 일반인 접종에 대한 긴급사용승인을 허가했다. 이전의 긴급사용승인은 의료진을 대상으로 한 것이었는데, 이번 승인은 일반 국민들에게 접종해도 된다는 승인이다. 시노팜은 3상 임상 결과에서 이 백신이 79.34%의 예방효과를 보였다고 밝혔다.
2021년 5월 7일, 세계보건기구는 이 백신을 긴급사용승인했다.
이 백신은 아시아의 일부 국가, 아프리카, 남아메리카, 동유럽 국가들의 예방접종에 사용되고 있다.

## 우한 연구소
이번 코로나19의 최초 발병 원인 시설로 지목된 우한 바이러스 연구소가 시노팜 백신 개발에 참여했다. 우한 연구소는 중국과학원 소속인 국가기관이며, 시노팜은 중화인민공화국 최대 규모의 국영 제약회사이다.

## 불활성화 백신
사백신(inactivated virus)은 말 그대로 ‘죽은 바이러스’를 활용한다. 바이러스는 단백질 껍데기 안에 유전물질(DNA 또는 RNA)을 담고 있는 단순한 구조이다. 사백신은 포름알데히드 같은 화학물질이나 열을 이용해 바이러스 내부에 있는 유전자를 깨부수고 단백질 옷만 남긴 형태이다. 약독화 백신(생백신)과 달리 체내에서 자기복제를 하지 않는다. 대표적으로 독감 예방용 백신이 이런 방식으로 만들어진다. 코로나19 유행 초기, 전문가들은 사백신에 큰 기대를 걸지 않았다. 대량생산을 하려면 긴 시간과 큰 자본이 투입되어야 하기 때문에 ‘지금처럼 긴급한’ 시기에는 맞지 않는다는 판단이었다. 예상을 깨고 중화인민공화국 연구팀들은 이 기술을 택해 코로나19 백신을 개발하고 있다.

## 북한
김정은 북한 국무위원장이 중국이 제공한 코로나19 백신을 접종했다는 주장이 있었다.
2020년 11월 30일, 미국 싱크탱크인 국익연구소(CNI)의 해리 카지아니스 한국담당 국장은 웹사이트 1945에 기고한 글에서 "김정은 위원장을 비롯해 김씨 일가와 북한 지도부 내 다수 고위층이 최근 2~3주 동안 중화인민공화국이 공급한 백신을 접종해 왔다"고 밝혔다. 카지아니스 국장은 익명을 원한 일본 정보 당국자 2명을 인용해 이런 주장을 했는데, 김 위원장의 백신 접종 날짜와 종류에 대해선 공개하지 않았다. 그는 “중화인민공화국의 어느 업체가 북한 지도부에 제공된 백신을 제조했는지는 (일본) 소식통도 확인하지 않았다”고 말했다.

## 일본
2020년 11월, 중국 공산당과 관계가 깊은 중화인민공화국 컨설턴트가 시노팜 백신을 들여왔고, 11월부터 약 18명의 기업 경영자나 가족들이 비밀리에 접종했다. 2021년 1월 1일 현재까지 백신을 접종한 사람은 남성 15명, 여성 3명으로 금융·전자·IT 기업 등 일본을 대표하는 대기업 15개사의 대표와 그 가족들이라고 마이니치는 전했다. 그중에는 경제단체의 임원이나 스가 요시히데(菅義偉) 총리의 브레인으로 활동하는 사람도 있는 것으로 알려졌다. 백신 접종 가격은 회당 1만엔(약 10만 5000원) 정도로, 중화인민공화국 내 실제 가격인 회당 200위안(약 3만 3000원)의 3배에 달한다. 11월 초 한 일본 대기업 임원이 최초로 접종했으며 그에게 특별한 부작용이 없었다는 게 알려지면서 알음알음 재계로 퍼졌다.

## 대한민국
2020년 9월 15일, 임인택 보건복지부 보건산업정책국장은 "외교채널을 통해 중화인민공화국 제약사 시노팜(國藥集團)의 백신 개발을 모니터링하고 있다"고 밝혔다. 임 국장은 이어 "이상반응이 굉장히 낮고 효과가 좋은 것으로 나오고 있다"며 "식품의약품안전처를 통해 시노팜의 백신 효과와 안전성을 확인 중으로, 좋다고 판단되면 선구매 할 수 있도록 협의채널을 가동할 예정"이라고 했다.

## 사용국가

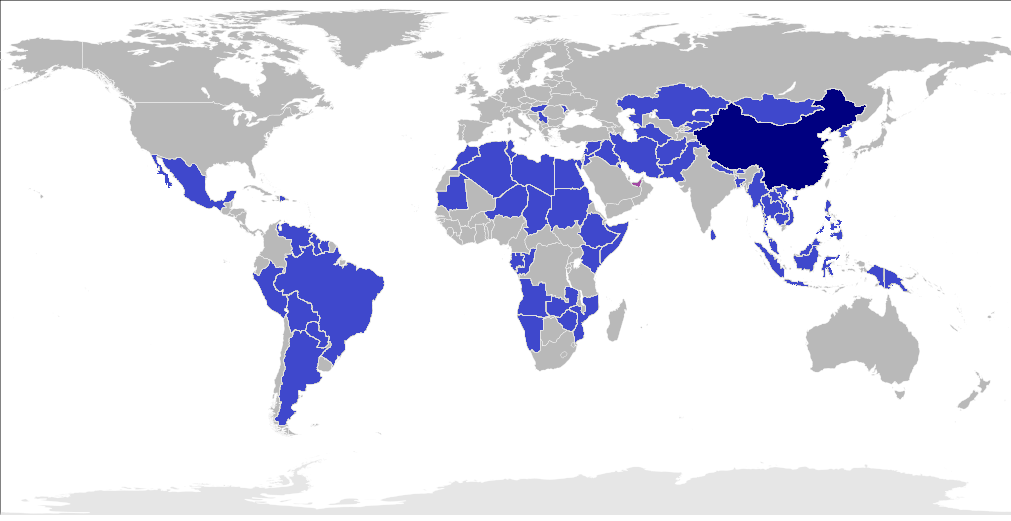
이 백신이 일반용으로 승인된 국가
이 백신이 긴급사용승인된 국가

시노팜 백신이 사용 승인된 나라는 다음과 같다.

### 일반용으로 승인한 국가
- 바레인[10]
- 중화인민공화국[11]
- 세이셸[12]
- 아랍에미리트[13][14]

### 긴급사용승인한 국가
- 아르헨티나[15]
- 벨라루스
- 볼리비아[16]
- 브루나이[17]
- 캄보디아[18]
- 도미니카 연방[19]
- 이집트[20]
- 적도 기니
- 가봉[21]
- 가이아나[22]
- 헝가리[23]
- 이란[24]
- 이라크[25]
- 요르단[26]
- 키르기스스탄[27]
- 라오스[28]
- 레바논[29]
- 마카오[30]
- 몰디브[31]
- 모리타니[32]
- 몰도바[33]
- 몽골[34]
- 모로코[35]
- 모잠비크[36]
- 나미비아[37]
- 네팔
- 니제르
- 파키스탄
- 페루
- 세네갈
- 세르비아
- 시에라리온
- 스리랑카
- 베네수엘라
- 짐바브웨

### 이 백신을 기부받은 국가
- 아프가니스탄
- 알제리
- 수단
- 몬테네그로
- 에티오피아
- 앙골라

## 같이 보기
- 시노팜 WIBP-CorV 코로나19 백신 - 시노팜이 개발한 다른 코로나19 백신.